# Teerutenberg
Der Teerutenberg ist eine 50,8 m ü. NHN Meter hohe Erhebung auf der Gemarkung der Stadt Zossen im Landkreis Teltow-Fläming in Brandenburg. Sie liegt rund 920 m südöstlich des Zossener Ortsteils Nunsdorf in einem kleinen Waldgebiet. Nördlich verläuft die Bundesstraße 246 in West-Ost-Richtung vorbei. Die südlichen Flächen werden vorzugsweise landwirtschaftlich genutzt und durch den Christinendorfer Grenzgraben in den Großbeerener Graben entwässert.